# Hodgsonia heteroclita
Ходжсонія незвичайна (Hodgsonia heteroclita) — вид рослини родини гарбузові.

## Будова
Велика до 30 м ліана із задерев'янілим стовбуром. Листя пальчасте, поділена на 3-5 частин. Квітнути починає вночі і продовжує наступного дня. Чоловічі світло-жовті оксамитові квіти зібрані по 10-20 у суцвіття 15-35 см. Жіночі нагадують чоловічі, але з'являються не в суцвіттях, а по-одинці. 

## Поширення та середовище існування
Зростає у Південно-Східній Азії. У дикому вигляді майже не зустрічається.

## Практичне використання
Вирощують заради великих гарбузоподібних плодів зі смачним насінням, що насичене олією. Самі плоди не їстівні. Насіння перед вживанням просмажують, оскільки сирі містять отруйні речовини.

## Галерея

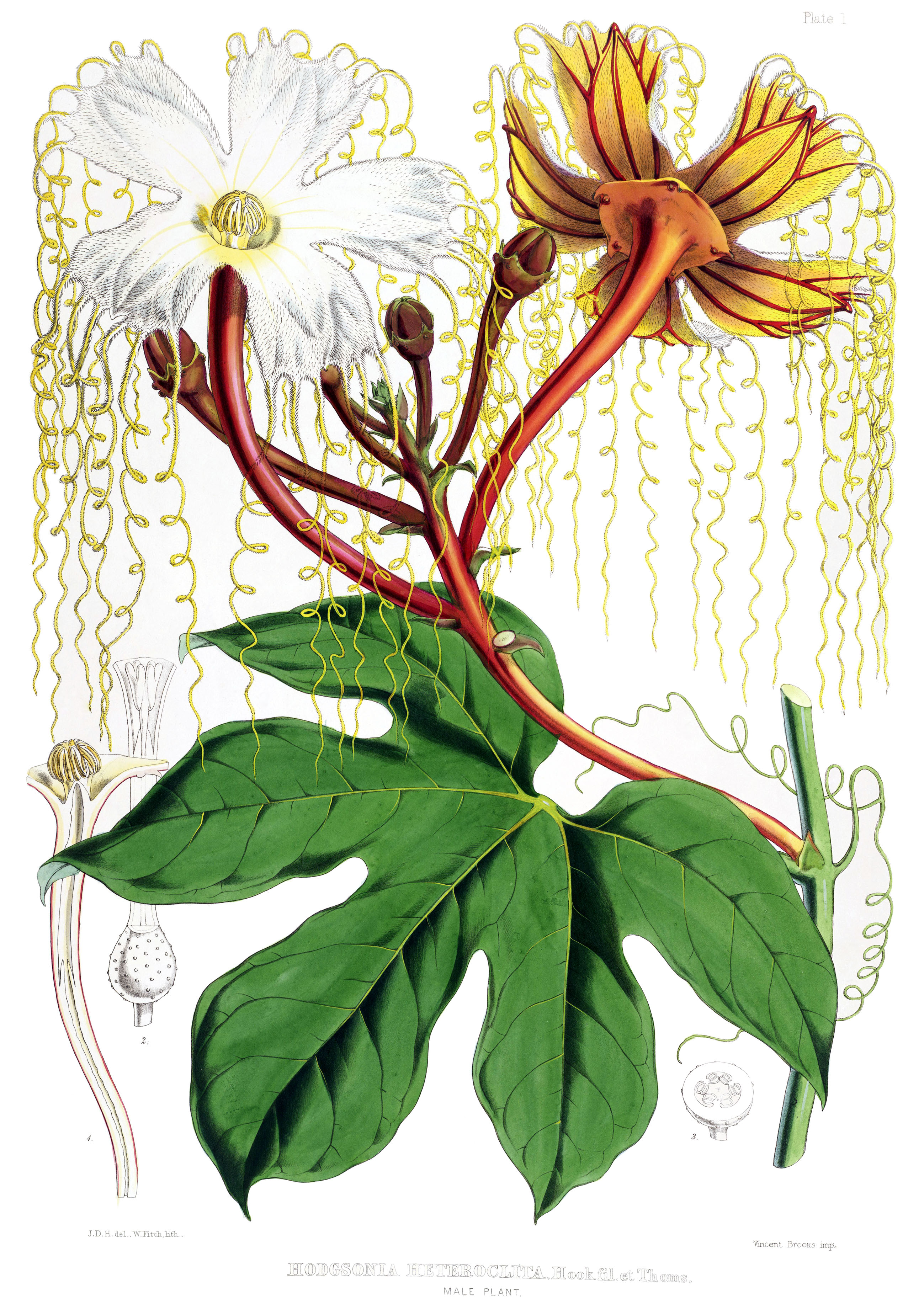
Ілюстрація
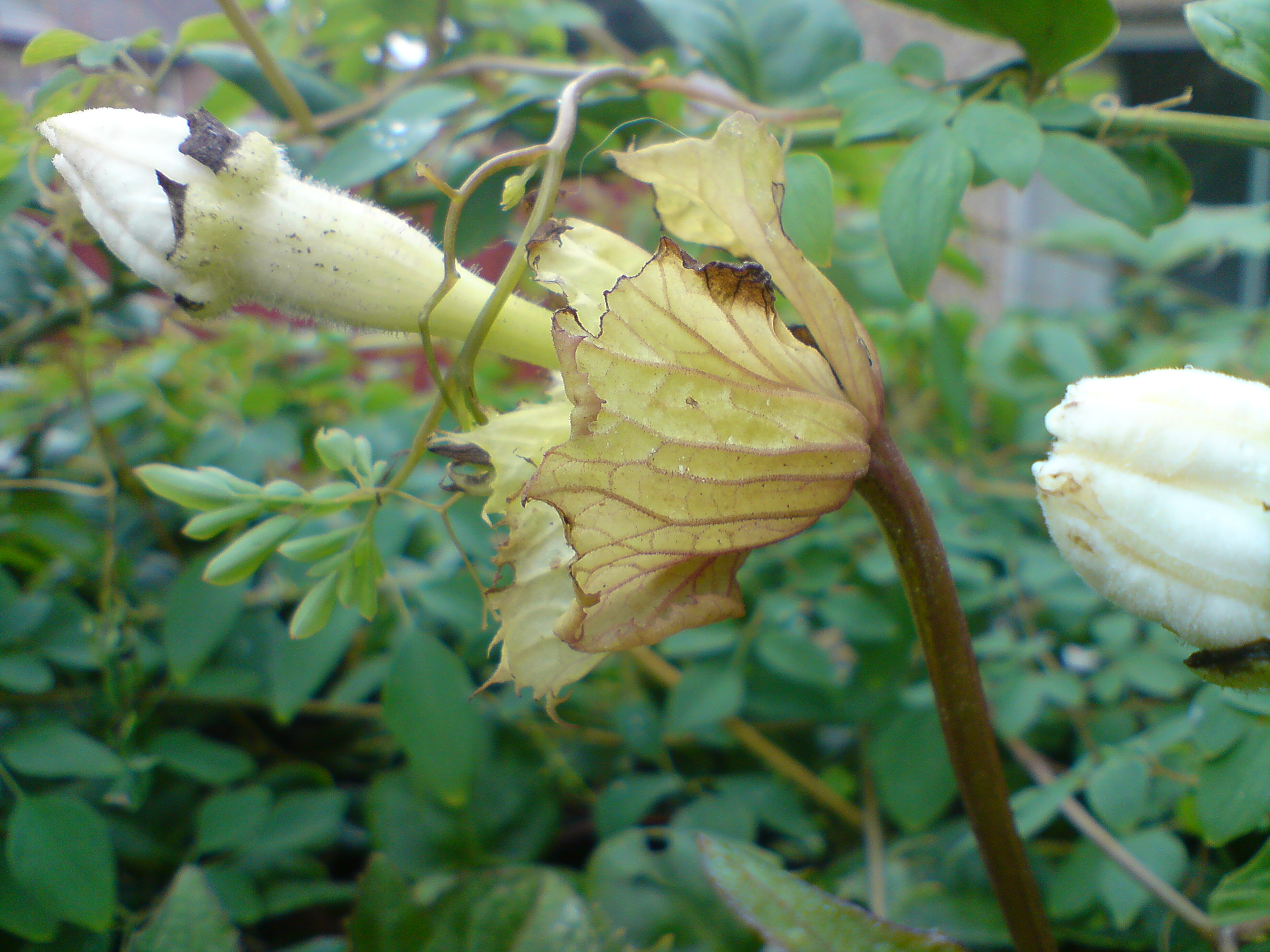
Квіти
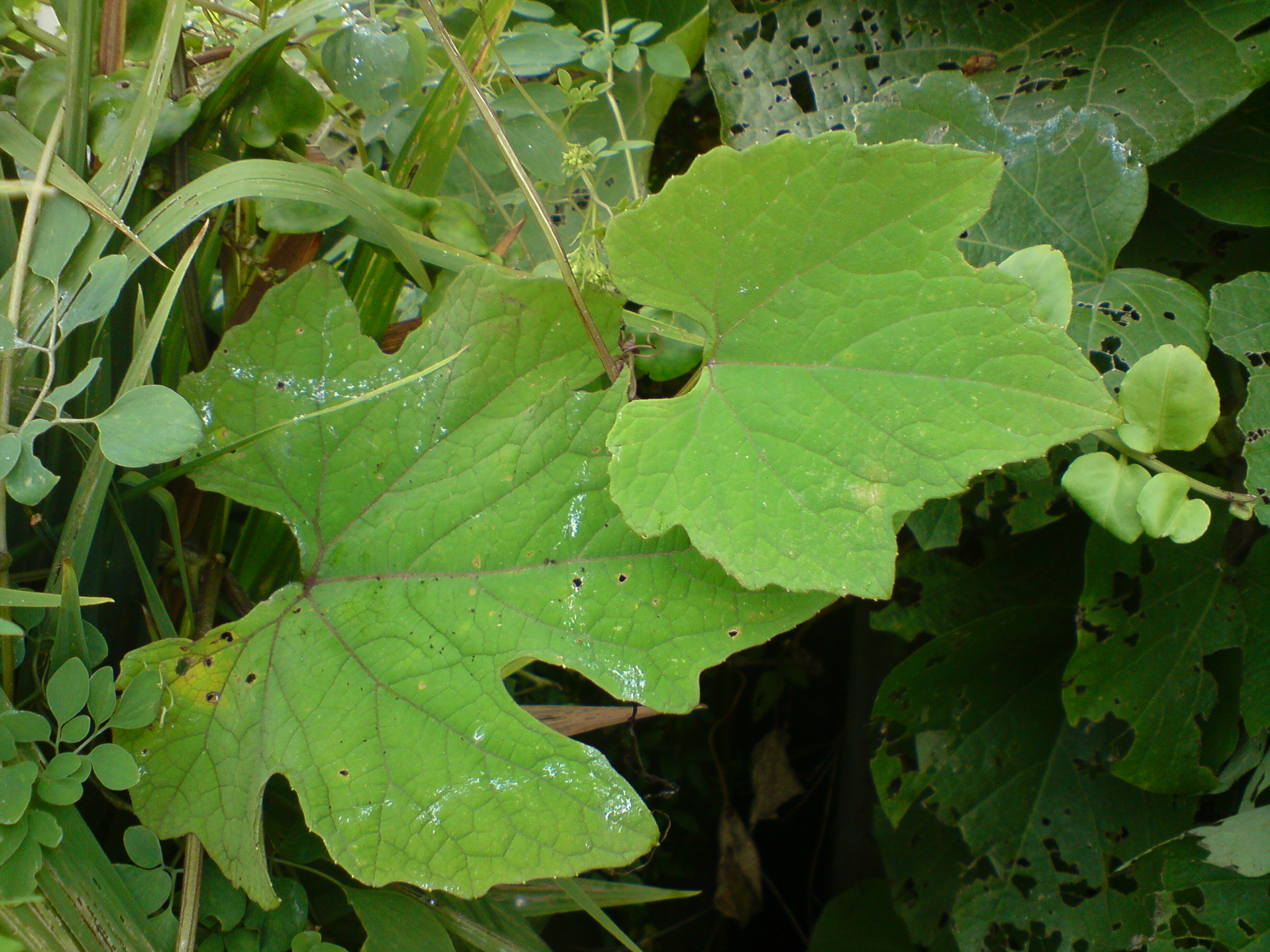
Листя